# Римавска Собота (окръг)
Римавска Собота (на словашки: Rimavská Sobota) е окръг в Банскобистришкия край на Словакия.
Център на окръга и негов най-голям град е едноименният Римавска Собота. Площта му е 1471 квадратни километра, а населението – 80 666 души (по преброяване от 2021 г.).